# Colobostema retusum
Colobostema retusum är en tvåvingeart som beskrevs av Cook 1971. Colobostema retusum ingår i släktet Colobostema och familjen dyngmyggor. Inga underarter finns listade i Catalogue of Life.